# Everhartia lignatilis
Everhartia lignatilis är en svampart som beskrevs av Thaxt. 1891. Everhartia lignatilis ingår i släktet Everhartia, divisionen sporsäcksvampar och riket svampar.   Inga underarter finns listade i Catalogue of Life.